# Lake Ross
Der Lake Ross ist ein See im Southland District der Region Southland auf der Südinsel von Neuseeland.

## Namensherkunft
Die Brüder Donald und Jack Ross waren die ersten Führer über den Milford Track, der zum Milford Sound/Piopiotahi führt. Mit dem Namen für den See wurde an sie erinnert.

## Geographie
Der Lake Ross befindet sich auf einer Höhe von 295 m westlich der Earl Mountains und rund 3,45 km nordnordöstlich vom nördlichen Teil des Lake Te Anau. Der See besitzt eine Flächenausdehnung von rund 30,5 Hektar und einen Seeumfang von rund 4,38 km. Mit einer Länge von rund 1,17 km und einer Breite von rund 420 m erstreckt sich der See in einer Südsüdwest-Nordnordost-Richtung.
Gespeist wird der Lake Ross hauptsächlich vom von Norden kommenden Neale Burn, der den See an seinem südwestlichen Ende auch wieder verlässt und nach rund 2,35 Flusskilometer in den Clinton River mündet.